# 喬治亞LGBT權益
自 21 世纪初以来，虽然权利取得了显着进步，但喬治亞的LGBT族群在法律上仍屬於相對弱勢。喬治亞是前苏联地区少數在立法、劳工議題以及其他方面直接禁止歧视 LGBT 族群的国家之一（其他国家是波罗的海国家和乌克兰）。自 2012 年以来，喬治亞法律将針對性取向或性别认同的犯罪视为加重起诉的依據之一。  雖然如此  ，同性恋行為仍然與該國傳統東正教價值觀有許多衝突，在该国，关于性的公开讨论通常會造成負面觀感。因此，對於同性戀的暴力行為，往往受到宗教领袖的积极鼓励。   
該國政府试图使人权记录符合歐盟和北大西洋公約組織的要求。喬治亞前总理畢齊納·伊萬尼什維利曾表示，“sexual minorities are the same citizens as we are... [and that] the society will gradually get used to it.(性少數族群和我們一樣是公民[而且]社會會慢慢習慣)” 自 2014 年以来，基于性取向和性别认同的歧视已被視為違法。 此外，该国最近在 LGBT 权利方面的紧张局势引发了前所未有的媒体報導，也使公眾開始關注這個曾經被忽略的議題。
根据美國國際民主協會（NDI）在2019 年的一项民意调查，27% 的喬治亞公民认为保护酷兒權利是重要的，20% 的人对此持中立态度，44% 的人认为保护酷儿权利不重要。這是首次 18-35 岁認為酷兒權利重要的年轻人超過認為酷儿权利不重要的年輕人。总体而言，过去几年，公众对 LGBT 权利的意識正在上升。 根据2021年國際社會調查計畫（ISSIP）的調查，84%的喬治亞人认为两个同性成年人之间的性行為是错误的，是全歐洲比例最高的國家。该研究还指出，宗教在人們心中的影響力與對同性戀的看法無關。 

## 歷史
歷史上，同性恋行为受到喬治亞东正教的谴责。但在整个11 世纪，贵族透過教会获取财富和权力并挑战王权：贵族任命未成年且未受过教育的后代为主教，主教也任命更多不合格的牧师，他們批准非法婚姻，沉迷于鸡奸等等。由大卫四世召集的1104 年在 Ruisi 大教堂和 Urbnisi 修道院举行的教会主教会议旨在结束教会中的虐待行为。结果，最後主教会议决议的文章中最长和最坚定的文章谴责鸡奸是最肮脏的罪行。
在沙皇统治下，喬治亞禁止同性恋行為。1917年，二月革命之后，沙皇被推翻，沙皇刑法被废除，使同性恋合法化。針對同性戀的禁令在 1924 年重新实施，但是这些年苏联对同性恋的政策相当温和，因为列宁和其他布尔什维克成員并不认为同性恋是犯罪，甚至认为沙皇对同性恋的政策是專制的。此外，十月革命后，俄罗斯没有禁止同性恋。然而，许多布尔什维克成員认为，对高加索民族实行同性恋禁令是克服“文化落后”的必要行为。斯大林在 1930 年代為了巩固他的权力，使大眾对同性恋的看法发生了根本性的变化。斯大林于 1933 年开始在全国禁止男性同性恋行為，最高可判处五年徒刑。推行該政策的确切原因仍有争议。苏联领导人通过苏联医学研究解释了这一政策转变，將同性恋視為一种精神疾病。苏联当局还把同性恋描述为资本主义社会的惡習，从而宣布同性恋是反革命分子和人民的敌人。一些历史学家认为，约瑟夫斯大林颁布的反同性恋法，就像他禁止堕胎一样，是为了提高苏联的出生率。禁止同性恋的文章也被苏联当局用来对付異議人士，许多異議人士因不實的鸡奸罪名被捕。
1991年喬治亞脱离苏联独立后，上述做法不再被使用，也没有公开使用鸡奸罪名对付政敌的记录。尽管如此，同性戀行為的自由直到 2000 年才被視為合法，当时喬治亞政府修订刑法，以符合歐洲理事會和《欧洲人权公约》规定的标准. 
根据喬治亞刑法第 140 和 141 条的规定，异性恋和同性恋性行为最低合法性行為年龄为 16 岁。 

## 承认同性伴侶關係
喬治亞並不承认婚姻上或是民事上的同性伴侶關係。2018 年，喬治亞憲法將婚姻關係定義為一男一女。 尽管如此，就像其他國家，民間仍然可以透過「伴侶」稱呼同性關係。

### 2016年憲法修正危机
2016 年 3 月，执政的喬治亞梦想联盟提出了一项宪法修正案，将婚姻定义为一男一女。虽然喬治亞的民法已经将婚姻定义为异性结合，从而阻止同性婚姻，但喬治亞宪法在同性婚姻議題上是中立的，明确规定“婚姻应建立在权利平等和配偶自由意志的基础上”。这种不分性别的措辞让喬治亞社会的保守派人士担心，民法会在法庭上受到质疑和推翻，这可能會为同性婚姻铺路。 
宪法修正案引起了喬治亞民间和人权组织的强烈反对，他们抨擊该政府将这一敏感问题政治化，并利用民众的社会偏见為即将到来的2016 年议会选举鋪路。 LGBT 運動者指出喬治亞的同性恋者正面临比婚姻更嚴重的问题，例如“身体、心理和言语虐待和暴力”。 
宪法修正案导致執政黨内部出现分裂。反对者指出，除了实质性考虑之外，拟议的宪法禁令是徒劳的，因为它很可能无法获得足够的票数来通过，就像 2014 年的类似提案一样。 

宪法修正案于 2017 年 9 月 26 日在议会通过，將婚姻定義为“男女之间为建立家庭的结合”。 此修正案还取消了总统的直选制度，转而在议会中進行間接選舉。总统乔治·马格维拉什维利于 10 月 9 日否决了此宪法修正案，称其为“反人民宪法”。议会于 10 月 13 日否決了他的否决权。 宪法修正案影響了2018 年喬治亞总统选举，並於 2018 年 12 月 16 日萨洛梅·祖拉比什维利总统就职后此修正案生效。
乔治·马格维拉什维利总统此前曾宣布，喬治亞不会為「在憲法中禁止同性婚姻」舉行公投，稱他不支持宪法修正案，因为《民法》已经禁止同性婚姻。 

### 民事伴侶关系
2017 年 4 月，一些人权组织呼吁喬治亞政府将同性民事伴侣关系合法化。 
2018 年 4 月，喬治亞监察员敦促政府允许同性伴侣建立民事伴侣关系。引用Oliari 和其他人诉意大利書，他提醒政府，不承认同性关系违反了《欧洲人权公约》 。他还批评了禁止同性婚姻的宪法修正案，认为这会“使對立增加”。 

## 避免歧視
自 2006 年以来，《劳动法》第 2 条第 3 款禁止在雇佣关系中對於性取向的歧视。 
根据2012年修订的喬治亞刑法，基于性取向对个人实施犯罪是一个加重处罚的因素，应在起诉期间加重处罚。 

2014 年 5 月 2 日，议会通過了反歧视的法律，禁止對於性取向和性别认同的歧视。它于 2014 年 5 月 7 日发布后生效。   消除一切形式歧视法第 1 条（译文： 消除所有歧視 ) 内容如下： 
|  | 本法旨在消除任何形式的歧視，並呼籲所有自然人和法人，不分種族、膚色、語言、性別、年齡、國籍、出身、出生地，平等享有喬治亞立法規定的權利 、居住地、財產或頭銜、民族、種族或社會歸屬、職業、婚姻狀況、健康狀況、殘疾、性取向、性別認同和表達、政治或其他信仰或其他權利。 |

雖然修訂後的《喬治亞刑法》會加重處罰針對性傾向和性別認同的犯罪行為，但並沒有關於這方面的官方數據，根據登記在案的案件，以及其他統計，這條法律的程秀不彰。
根據婦女行動倡議組織(WISG)的統計，32%的喬治亞LGBT族群曾經受到至少1次肢體虐待，89.93%的人曾經受到心理虐待。受到肢體虐待的人中，73.13%的人表示自己曾受到3次以上的肢體虐待。6位 16-18 歲的受訪者都表示自己是被霸凌的對象。受到肢體虐待的人中73%的人並沒有向警方報案。原因有：警察無能（21.62%）、害怕同性戀治療（29.73%）、警察的消極態度（21.62%）。而報案的人當中，46.15%的人對此決定表示後悔，因為他們受到警方的恐同反應，30%的人承認警方的行為友善，而23.08%的人表示他們受到了中立的態度。

## 性別認同
自 2008 開始，喬治亞的变性人在接受变性手术后可以更改法定性別和个人姓名以符合他们的性别認同。 
基于性别认同的歧视是非法的。 

## 捐血
2017 年 7 月，佐治亚州宪法法院禁止了針對男同性戀以及雙性戀捐血的禁令，認定其违宪。法院在判決中指出，现代技术能夠檢測出愛滋病毒，因此没有必要禁止。 
在此之前，2014 年 2 月 4 日，宪法法院也宣布该禁令违宪。该禁令限制同性恋的捐血行為。但卫生部僅将措辞改为“男男性行为者”。

## LGBT 族群的表現自由
2006 年一场促進多元文化融合的活動在谣言下被迫取消，据傳言这將是一场同性恋游行。喬治亞东正教领袖 伊利亚2世 表示，任何 LGBT 族群的集会都是“冒犯的”。 警察在衝突爆發並逮捕了一些受害者後
2012 年 5 月 17 日，喬治亞 LGBT 组织進行了一场和平的游行，以纪念國際不再恐同日。这是喬治亞首次支持 LGBT 的公开游行。然而，遊行剛開始就停止了，因为遊行者遭到了宗教成員的攻擊，其中包括喬治亞東正教和其他激进基督教团体的人士。 警察在衝突爆發並逮捕了一些受害者後，才開始保護參加遊行的人。 
国际特赦组织批评喬治亞政府未能有效保护游行队伍。  2013 年 1 月 14 日，LGBT 组织 Identoba 和其他游行参与者向欧洲人权法院提交了针对喬治亞的訴狀書。指出喬治亞政府無意保護LGBT游行的参与者，也没有對該事件進行調查或逮捕肇事者。 
2013年國際不在恐同日的遊行也遭到攻擊。 LGBT運動人士舉辦了活動紀念這個節日；但是，活動並未舉辦。以喬治亞东正教牧师为首的数千名反LGBT人士阻礙了活動進行。反對者举着耶稣的图像和标语，上面写着“停止在喬治亞宣传同性恋”和“我们不需要所多瑪與蛾摩拉”。一些女性挥舞着象征性的荨麻束來“击败同性恋者”，其中一名女性将这次集会称为“變態......破壞我们的传统和......道德的遊行”，并宣称她准备好為此打架。尽管有大量警察在场，但反對者仍然冲进了保护 LGBT 集会的路障。至少有 28 人受轻伤，许多人被困在巴士以及附近遭到反對者攻擊的商店和房屋中。一段影片指出，警方从数十人的私刑中救出一名年轻男子。然而，根据喬治亞青年律师协会的说法，该州“未能使預定的活動正常舉行……因此，遊行者的集會自由受到了严重侵犯。”观察員指出，警方放任東正教神職人員以及其他反對者跨過路障，并在私下交流中对集会参与者發表仇恨和羞辱的言論。总理比齐娜·伊万尼什维利与其他官员谴责了此暴力事件。他说：“和平集会和自由表达意见的权利是我们民主的基础。每个喬治亞公民都充分從中獲益。我們绝不容忍暴力、歧视和干涉他人权利的行为，对此类行为的肇事者将依法处理。”      
除了 Identoba，平等运动 (თანასწორობის მოძრაობა) 也是致力于为 LGBT 族群争取平等權利的喬治亞 LGBT 人權組織。 
2019 年 2 月，首次 LGBT 骄傲周和第比利斯骄傲活动預計于 6 月 18 日至 23 日在第比利斯举行。该活动包括将于 6 月 23 日举行的“尊严游行”，該组织称，“遊行不会是狂歡的形式，因为我们现在没有心情庆祝” .  喬治亞遊行黨(Georgian March organization)等極右派组织揚言要以暴力攻擊参与者。该组织的领导人之一桑德罗·布雷加泽（Sandro Bregadze）说，“举行这种变态庆祝活动，必須跨过我们的尸体”。  2019 年 5 月 31 日，活動預計开始前两周，喬治亞内政部表示，“基於安全因素”，第比利斯骄傲活动“不可能”在市中心的计划地点进行，并建议在体育场或俱乐部等设施的室内進行活动。包括乔治亚开放社会基金会、人权教育和监测中心以及乔治亚青年律师协会在内的民间社会组织呼吁执法人员“采取适当措施保護和平集会参与者的安全”，并表示“国家有义务保护[第比利斯骄傲参与者]”。他们称內政部的行为是“羞辱、反国家和違反宪法的”。第比利斯骄傲的主辦方表示，过去几周他们一直被“身份不明的政府官员”施壓，要求他们取消游行。主辦方俵事：“他试图通过恐嚇我们来改变或破壞我们的计划。这不是政府第一次对 LGBT 族群采取恐嚇手段”。组织者指责当局试图“消失 LGBT 族群”，而不是解决对他们的仇恨和攻擊。他们承诺，尽管內政部反對，他们将继续舉辦各种活动。  2019 年 6 月 20 日，事件之後，第比利斯骄傲將原定于 6 月 23 日举行的游行延期。主辦方表示，“在这种政治局势下，我们不能让加強國內的對立。我们不能讓亲俄的新法西斯团体有削弱喬治亞国際地位的机会。 雖然如此，2019 年 7 月 8 日，包括人权運動者以及 LGBT 社群在内的约 20 至 40 名示威者，仍然在内政部外举行了一场持续约 30 分钟的臨時小型骄傲游行，同时手持标语和彩虹旗，並有一架载有彩虹旗的无人机飞越聚集在议会前的抗议者。报道称，有关游行的信息在网上泄露，引发了安全问题，包括神职人员、民族主义团体及其他人士在内的几名暴力激进分子聚集在第比利斯的几个地点，以阻止游行的发生。极右翼反同性恋团体计划驅離抗议者，然而，当他们到达现场时，游行已经結束。    反对者整晚都在鲁斯塔韦利大街中央，抗议第比利斯骄傲，要求废除反歧视法，并制定一项禁止他们所谓的“变态行为”的法律。  
2019 年 5 月 17 日，在极右翼团体威脅同性恋示威将遭到暴力攻擊后，主辦方基於安全因素取消了在第比利斯的國際不再恐同日示威活动，並要求自己只能在網路上宣传，最後只在在第比利斯挂了一面孤独的彩虹旗。与此同时，数百名神父、信徒和极右翼团体走上街头抗议“鸡奸”。他们中的一些人出来庆祝“家庭纯洁日”，这是喬治亞东正教在 2014 年设立的一个节日，一年前，数千以牧师为首的暴徒，攻擊了该市数十名 LGBT 權益示威者。  

## 社会環境
2007 年 10 月，真人秀节目Bar-4的一名参赛者在公共电视上公开出櫃。据报道，在接到喬治亞东正教教堂负责人伊利亚二世的电话后，喬治亞總統向製作人施压，要求将同性恋参与者从电视节目中驱逐。 
根据 2009 年的社会環境调查问卷，同性恋者被列为社会上最讨厌的群体之一， 大多数受访者表示同性戀者比起在工作中酗酒的人更討厭。 根据同一问卷调查，估计有 91.5% 的喬治亞人认为同性恋是“绝对不能接受的”。 
2016 年的一项民意调查显示，多數喬治亞人仍对 LGBTI 報持负面态度仍然占主导地位。 比起男同性戀，受訪者對女同性戀抱持更多的負面觀感。
2016 年皮尤研究中心的一项民意调查发现，90% 的喬治亞人认为同性恋行為“違反道德”，僅次於賣淫。 
2017 年 10 月，喬治亞足球运动员古拉姆·卡什亚 ( Guram Kashia)表达了对 LGBT 权利的支持，以慶祝美國国家出柜日，他戴着彩虹臂章出现在荷兰的一场比赛中。极右翼团体在喬治亞足协门前举行了激烈的抗议和暴動，要求将卡什亚逐出国家队。 8人在暴動中被捕。 包括歌手 Gia Korkotashvili 在内的其他原教旨主义者出现在国家电视台上，尖叫着预言即将到来的同性恋世界末日。然而，许多其他运动员和政治家支持卡什亚的言论自由。其中包括乔治·马尔格维拉什维利总统。2018 年，后来被选为喬治亞国家足球队队长的卡什亚因对 LGBT 社群的支持而获得歐洲足球協會聯盟#EqualGame 奖。 获奖时，卡什亚说：“我相信每个人都是平等的，无论你相信什么，你爱谁，或者你是谁。” 
在2017 年 10 月的地方选举中，公开出櫃的候选人尼诺·博尔克瓦泽 (Nino Bolkvadze) 以共和党成员身份竞选第比利斯市议会席位。博尔克瓦泽是喬治亞第一个公开出櫃的候选人。虽然她並未當選，但报導稱，她的竞选是保守国家的转变的重要里程碑。 
2017 年，检察官办公室調查了 86 起涉嫌仇恨犯罪的案件，其中 12 件是基于性取向，37 件是基于性别认同。公设律師2018 年的报告称，针对 LGBT 族群的暴力行为，无论是在家庭中还是在公共场所，在喬治亞都是一个严重问题，政府一直无法应对这一挑战。报告称，公设律師收到了许多執法者对同性恋态度的投诉。 
2018 年，美國國際民主協會（NDI）的一项民意调查显示，只有 23% 的喬治亞人认为保护 LGBT 权利很重要，而 44% 的人认为保护 LGBT 权利不重要，26% 的人持中立态度。结果显示，与 2015 年相比，对 LGBT 人群的支持增加了 2%，当时僅有 21% 的人认为保护他们的权利很重要。 
2019 年 NDI 民意调查显示，所有社会群体对 LGBT 权利的支持增加了 4%，其中 27% 的喬治亞人表示保护同性恋者的权利很重要。值得注意的是，這是首次 18-35 岁認為酷兒權利重要的年轻人超過認為酷儿权利不重要的年輕人，38% 表示支持，36% 表示 LGBT 权利不重要，21% 保持中立。总体而言，在过去几年中，公众对 LGBT 权利的支持一直在增加。 
2018 年 12 月，来自保守党的政治家 Beso Danelia 在电视上对 LGBT 权利運動者 Levan Berianidze 进行了恐同诽谤，被第比利斯市法院罚款 1 比索（0.37 美元） .该事件發生在 2016 年 4 月的 Kavkasia TV 。 Berianidze 是当地 LGBT 組織的负责人，他声称 Danelia 侮辱了他们，然后试图对他进行人身攻击，但被电视公司的工作人员阻止。他们向法院提出上诉，要求 Danelia 赔偿 500 英镑（190 美元）的精神损害赔偿。在裁决中，法院维持了 Berianidze 的主张，即他们的尊严受到了恐同诽谤的侵犯，但命令 Danelia 只支付 1 比索的最低罚款。尽管该裁决开创了先例，因为这是第一次以这些理由开出罚款，但LGBT運動人士表示，该裁决为其他人表达仇视同性恋的言論开了绿灯，并表示法院在判决中嘲笑他们.他们说“法院的裁决基本上是在嘲弄，它会鼓励恐同行为，因为他们会知道这只会让他们付出 1 ₾ 1”。他们还表示，他正在考虑对该裁决提出上诉。 
2018 年 12 月，第比利斯市法院对一名 15 岁男孩在國際不再恐同日攻擊一名 LGBT 权利運動者的案件作出裁决。 5 月 17 日，这位 15 岁的男孩在 LGBT 活动家 Nika Gorgiladze 在政府总理府大楼前发表关于爱的演讲时，打了他的脸。 攻擊者在试图逃离现场时被警方拘留。检方提出暴力迫害罪名，可处以罚款、拘禁或最高三年监禁。然而，法院决定让这名男孩参加少年犯罪轉向計畫，这意味着他可能不会被以成年人身份起诉，而是由一名社工观察。 
根据最近国际社会调查计划（ISSIP）的研究，84%的喬治亞公众认为两个同性成年人之间的性关系是错误的，这是全欧洲最高的。 

## 喬治亞的知名LGBT人士
| 姓名              | 備註                           |
| ----------------- | ------------------------------ |
| 乔治·阿里森       | 乔治亚裔美国商人               |
| 瓦赫唐·查布基亚尼 | 著名的喬治亞编舞家和芭蕾舞演员 |
| 戴维特加布尼亚    | 喬治亞翻译和剧作家             |
| 德姆娜·格瓦萨利亚 | 喬治亞时装设计师               |

## LGBT政策簡表
| 同性性行为合法                               | （自 2000 年起）                   |
| 最低合法年齡 (16)                            | （自 2000 年起）                   |
| 反就业歧视法                                 | （自 2006 年起）                   |
| 提供商品和服务的反歧视法                     | （自 2014 年起）                   |
| 所有其他的反歧视法（包括间接歧视、仇恨言论） | （自 2014 年起）                   |
| 禁止基于性别认同的歧视                       | （自 2014 年起）                   |
| 仇恨犯罪法(包括性取向和性别认同)             | （自 2012 年起）                   |
| 同性婚姻                                     | （自 2018 年修正的宪法禁令）       |
| 承认同性伴侣                                 | 不                                 |
| 同性伴侣收养继子                             |                                    |
| 同性伴侣共同收养                             |                                    |
| 允许 LGBT 人士在军队中公开服役               |                                    |
| 改变法定性别的权利                           | （自 2008 年起，但需要手术和绝育） |
| 为女同性恋者提供体外受精                     |                                    |
| 未成年人禁止转换疗法                         |                                    |
| 男同性恋伴侣的商业代孕                       |                                    |
| MSM允许献血                                  | （自 2017 年起）                   |

## 資料來源
1. ↑   (PDF). （原始内容 (PDF)存档于11 January 2012）.
2. 1 2  . women.ge.   [2022-06-03]. （原始内容存档于2017-06-13）.
3. ↑  Roth, Andrew. . The New York Times. 17 May 2013  [2022-06-03]. （原始内容存档于2013-05-18）.
4. ↑  PM Comments on Planned Gay Rights Rally （页面存档备份，存于） 14 May 2013
5. ↑  . www.opensocietyfoundations.org.   [2021-02-15]. （原始内容存档于2022-06-10） （英语）.
6. 1 2  Fabbro, Robin. . OC Media. 20 September 2019  [11 May 2021]. （原始内容存档于2022-07-14）.
7. 1 2  . OC Media. 27 July 2021  [21 August 2021]. （原始内容存档于2022-01-22）.
8. ↑   (PDF). （原始内容 (PDF)存档于22 November 2010）.
9. ↑  Report on the implementation of the Convention on the Rights of the Child by Georgia – A report prepared for the Committee on the Rights of Child 34th Session – Geneva, September 2003 （页面存档备份，存于） Geneva, Switzerland. Retrieved. 25 June 2011.
10. ↑  . matsne.gov.ge. Legislative Herald of Georgia.   [26 December 2018]. （原始内容存档于2019-12-04） （英语）.
11. 1 2 3  GD Refloats Proposal on Setting Constitutional Bar to Same-Sex Marriage （页面存档备份，存于）, Civil Georgia, 8 March 2016, Retrieved: 9 March 2016
12. ↑  . Jamestown.   [2022-06-03]. （原始内容存档于2018-06-12）.
13. ↑  . Civil Georgia. 13 October 2017  [19 November 2017]. （原始内容存档于18 October 2017）.
14. ↑  . 11 August 2016  [2022-06-03]. （原始内容存档于2017-08-27）.
15. ↑  . 10 April 2017  [2022-06-03]. （原始内容存档于2018-06-30）.
16. ↑  . 6 April 2018  [2022-06-03]. （原始内容存档于2018-08-12）.
17. ↑  .   [27 January 2013]. （原始内容存档于19 June 2012）.
18. 1 2  Civil Georgia. .   [23 August 2015]. （原始内容存档于2017-09-04）.
19. ↑  . RadioFreeEurope/RadioLiberty.   [23 August 2015]. （原始内容存档于2016-09-20）.
20. ↑  .   [23 August 2015]. （原始内容存档于2019-05-02）.
21. ↑   (PDF).   [2022-06-03]. （原始内容存档 (PDF)于2017-06-23）.
22. ↑  WISG, (2012). Situation of LGBT People in Georgia. Tbilisi.
23. ↑  . Institute for War and Peace Reporting.   [2022-06-03]. （原始内容存档于2017-10-20）.
24. ↑  . 18 July 2017  [2022-06-03]. （原始内容存档于2018-08-17）.
25. ↑  . 24 July 2007  [23 August 2015]. （原始内容存档于2019-05-16）.
26. ↑  . BBC News. 17 May 2012  [2022-06-03]. （原始内容存档于2022-07-24） –www.bbc.co.uk.
27. ↑  . 21 May 2012  [23 August 2015]. （原始内容存档于2018-04-19）.
28. ↑  .   [23 August 2015]. （原始内容存档于2014-07-24）.
29. ↑  .   [2022-06-03]. （原始内容存档于2019-12-18）.
30. ↑  Dobkina, Margarita Antidze and Liza. . chicagotribune.com.   [2022-06-03]. （原始内容存档于2016-03-04）.
31. ↑  . BBC News. 17 May 2013  [2022-06-03]. （原始内容存档于2022-06-11） –www.bbc.co.uk.
32. ↑  . interfax.com.   [2022-06-03]. （原始内容存档于2020-11-12）.
33. ↑  .   [23 August 2015]. （原始内容存档于2019-12-18）.
34. ↑  . GYLA.   [23 August 2015]. （原始内容存档于19 October 2014）.
35. ↑  Swieca, Arianne. .   [2022-06-03]. （原始内容存档于2013-10-25）.
36. ↑  .   [2022-06-03]. （原始内容存档于2018-10-07）.
37. ↑  . OC Media. 20 February 2019  [2022-06-03]. （原始内容存档于2019-05-24）.
38. ↑  Jones, Amy. . Georgia Today. 20 February 2019  [2022-06-03]. （原始内容存档于2019-05-24）.
39. ↑  . Jam News. 20 February 2019  [2022-06-03]. （原始内容存档于2019-10-31）.
40. ↑  . Georgia Today. 3 June 2019  [2022-06-03]. （原始内容存档于2019-07-24）.
41. ↑  Bacchi, Umberto. . Yahoo News. 21 June 2019  [2022-06-03]. （原始内容存档于2019-06-24）.
42. ↑  . RadioFreeEurope/RadioLiberty. 8 July 2019  [2022-06-03]. （原始内容存档于2022-06-04）.
43. ↑  Wakefield, Lily. . PinkNews. 8 July 2019  [2022-06-03]. （原始内容存档于2022-06-09）.
44. ↑  . Georgian Journal. 9 July 2019  [2022-06-03]. （原始内容存档于2022-06-16）.
45. ↑  Elks, Sonia. . Reuters. 8 July 2019  [2022-06-03]. （原始内容存档于2022-06-03）.
46. ↑  Dumbadze, Ana. . Georgia Today. 9 July 2019  [2022-06-03]. （原始内容存档于2019-08-29）.
47. ↑  Dumbadze, Ana. . Georgia Today. 9 July 2019  [2022-06-03]. （原始内容存档于2019-08-30）.
48. ↑  . OC Media. 17 May 2019  [2022-06-03]. （原始内容存档于2019-06-02）.
49. ↑  . OC Media. 31 May 2019  [2022-06-03]. （原始内容存档于2019-06-03）.
50. ↑  Chuck Stewart, The Greenwood Encyclopaedia of LGBT issues worldwide, 2010
51. ↑  Lomsadze, Giorgi. Georgia: Time for Homosexuality to Come Out of the Closet? （页面存档备份，存于） EurasiaNet.Org. Published:15 February 2011. Retrieved:25 June 2011
52. ↑  . EurasiaNet.org.   [23 August 2015]. （原始内容存档于2018-08-17）.
53. ↑  . Pew Research Center. 10 May 2017  [2022-06-03]. （原始内容存档于2019-09-13）.
54. ↑  Georgia football captain goes shirtless to thank fans for pro-LGBT support against far right trolls （页面存档备份，存于）. PinkNews, 12 September 2018
55. ↑  . www.intomore.com.   [2022-06-03]. （原始内容存档于2018-10-07）.
56. ↑  Georgia's first openly gay politician tests homophobia in Caucasus （页面存档备份，存于）, Reuters, 19 October 2017
57. 1 2  . OC Media. 2 August 2018  [2022-06-03]. （原始内容存档于2019-03-22）.
58. 1 2  . OC Media. 6 December 2018  [2022-06-03]. （原始内容存档于2019-06-03）.
59. ↑  . OC Media.   [2021-02-15]. （原始内容存档于2022-06-18） （美国英语）.